# Liste der Wappen in Budapest
Dies ist eine Liste der Wappen in Budapest mit seinen Bezirken.

## Stadtwappen

Großes Wappen
Kleines Wappen

### Historische Stadtwappen

1873–1930
1930–1946
1946–1949
1964–1990

## Wappen der Bezirke

I. Bezirk
II. Bezirk
III. Bezirk
IV. Bezirk
V. Bezirk
VI. Bezirk
VII. Bezirk
VIII. Bezirk
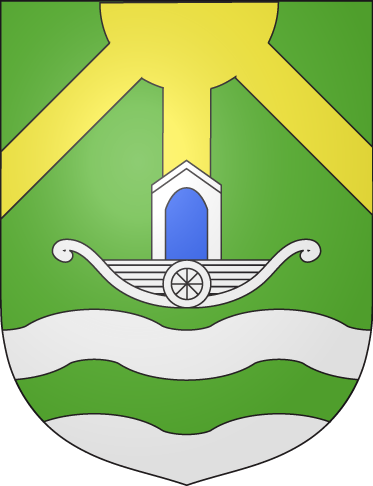
IX. Bezirk
X. Bezirk
XI. Bezirk
XII. Bezirk
XIII. Bezirk
XIV. Bezirk
XV. Bezirk
XVI. Bezirk
XVII. Bezirk
XVIII. Bezirk
XIX. Bezirk
XX. Bezirk
XXI. Bezirk
XXII. Bezirk
XXIII. Bezirk

### Große Wappen der Bezirke

V. Bezirk
VII. Bezirk
VIII. Bezirk
IX. Bezirk
XI. Bezirk
XV. Bezirk
XVI. Bezirk